# Edoardo Salazar
Edoardo Salazar (Napoli, 6 maggio 1868 – Napoli, 5 maggio 1942) è stato un militare e politico italiano.

## Biografia
Allievo dell'accademia navale di Livorno nel 1881, si rafferma per otto anni e viene promosso guardiamarina nello Stato maggiore della Regia marina nel 1886. Si imbarca per la prima volta a bordo della corazzata Vittorio Emanuele nel 1883. Assegnato al 2º dipartimento marittimo nel 1886 l'anno successivo parte per la guerra d'Eritrea, dalla quale torna in licenza per motivi di salute non dipendenti da cause di servizio. Nel 1901 è ufficiale istruttore presso il tribunale militare del 4º dipartimento marittimo, nel 1904 direttore dell'ufficio idrogragico di Taranto. Sempre a Taranto è a capo dell'ufficio difesa costiera dal 1905.
Durante la guerra comanda il dipartimento della difesa costiera dell'alto Adriatico. Nel 1918, ad armistizio firmato, è delegato navale italiano presso il comandante in capo delle forze navali inglesi a Malta. Negli anni '20 è direttore generale del Regio Arsenale di Napoli e comandante militare della piazza marittima a La Maddalena, comandante in capo del dipartimento della marina di Taranto. Collocato a riposo nel 1929.

## Carriera
- 2 ottobre 1886 - Guardiamarina
- 1º luglio 1886 - Sottotenente di vascello
- 2 ottobre 1891 - Tenente di vascello
- 14 novembre 1903 - Capitano di corvetta
- 1º febbraio 1909 - Capitano di fregata
- 28 settembre 1911 - Capitano di vascello
- 31 dicembre 1916 - Contrammiraglio
- 23 novembre 1922 - Ammiraglio di divisione
- 30 luglio 1926 - Ammiraglio di squadra